# Nant-le-Grand
Nant-le-Grand ist eine französische Gemeinde mit 82 Einwohnern (Stand: 1. Januar 2022) im Département Meuse in der Region Grand Est (bis 2015 Lothringen). Sie gehört zum Arrondissement Bar-le-Duc und zum Gemeindeverband Bar-le-Duc Sud Meuse.

## Geografie
Die Gemeinde Nant-le-Grand liegt auf dem Plateau du Barrois in der Landschaft Barrois in einem Seitental des Flusses Saulx, etwa 13 Kilometer südlich von Bar-le-Duc und 18 Kilometer ostnordöstlich von Saint-Dizier. Das 11,2 Quadratkilometer umfassende Gemeindegebiet wird geprägt vom schmalen Tal des Flüsschens Ruisseau de Nant und den sich westlich und östlich des Tales erhebenden teilweise bewaldeten Hochplateaus, die das Flusstal um 70 Höhenmeter überragen. Im Norden der Gemeinde erstreckt sich das Waldgebiet Bois de Montromont, in dem drei Trockentäler verlaufen. Im Nordosten wird mit 351 Metern über dem Meer der höchste Punkt in der Gemeinde erreicht. Umgeben wird Nant-le-Grand von den Nachbargemeinden Tannois und Guerpont (Berührungspunkt) im Norden, Tronville-en-Barrois und Velaines im Nordosten, Ligny-en-Barrois und Maulan im Osten, Nant-le-Petit im Süden, Stainville im Südwesten sowie Montplonne im Westen.

## Ortsname
Der Name der Gemeinde stammt vom gallischen „nanto“ ab, das ein (oft verborgenes) Tal, einen Fluss oder einen Bach bezeichnet. Abgeleitet davon kommen die Toponyme nan, nans, nant oder nanc häufig vor, besonders in Regionen mit Kalkböden, die mit mehr oder weniger engen und tiefen Schluchten in Verbindung stehen. Beispiele hierfür sind Nant, Nantua oder Nancy.

## Bevölkerungsentwicklung
| Jahr      | 1962 | 1968 | 1975 | 1982 | 1990 | 1999 | 2006 | 2014 | 2021 |
| Einwohner | 91   | 73   | 58   | 53   | 67   | 66   | 72   | 75   | 82   |

Im Jahr 1851 wurde mit 400 Bewohnern die bisher höchste Einwohnerzahl ermittelt. Die Zahlen basieren auf den Daten von cassini.ehess und INSEE.

## Sehenswürdigkeiten
- Kirche Saint-Amand

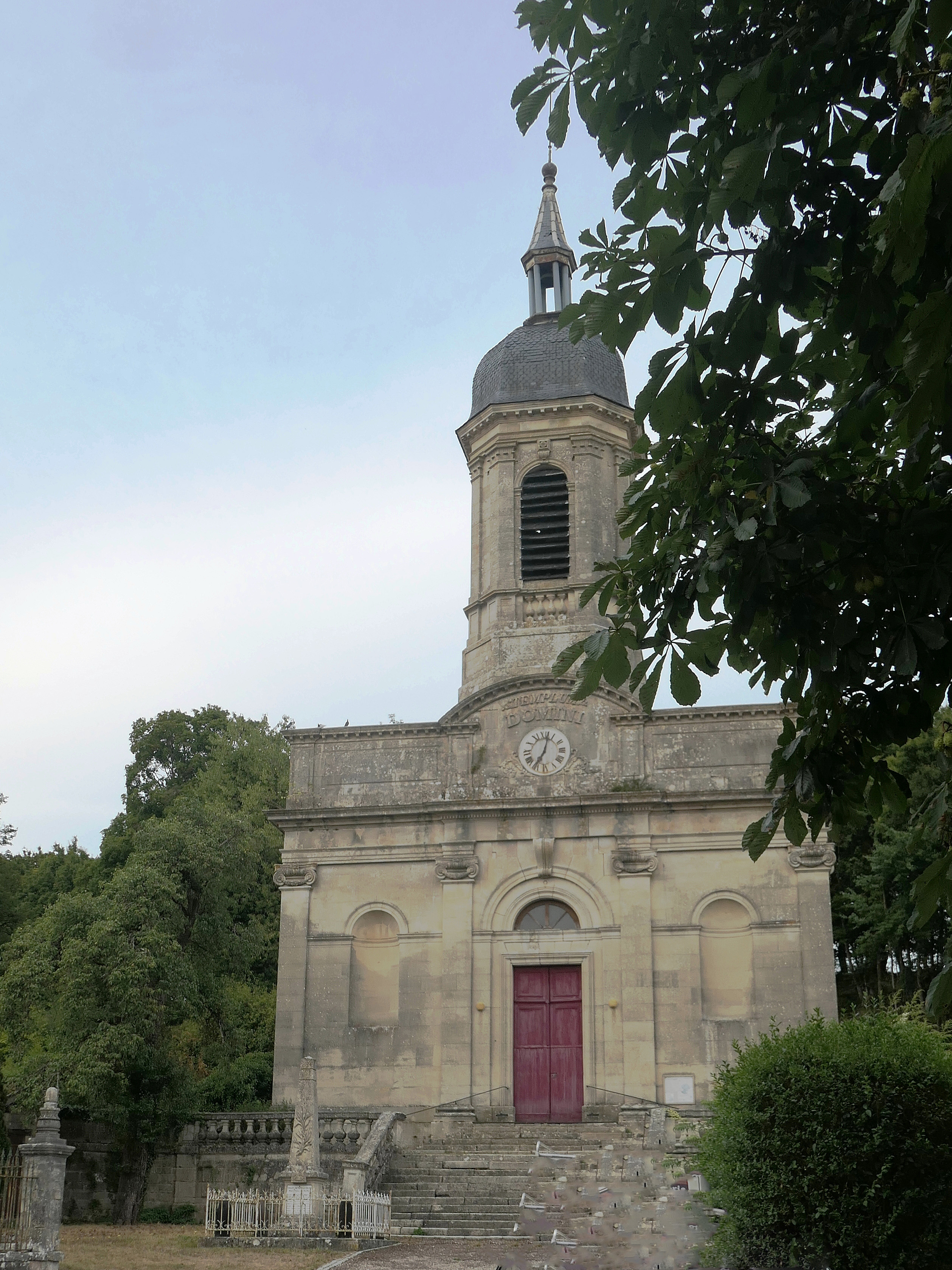
Kirche Saint-Amand

- Menhir de Champ l’Écuyer an der Grenze zur Gemeinde Montplonne, über einen Fahrweg zugänglich, Monument historique seit 1924[4]
- Menhir de la Pierre l’Ogre an der Grenze zur Gemeinde Montplonne, auf offenem Feld ohne Zugangsweg, Monument historique seit 1924[5]
- Menhir de la Chèvre an der Grenze zur Gemeinde Tannois, zugänglich über schmale Waldpfade, Monument historique seit 2000[6]
- Menhir de la Queue an der Grenze zur Gemeinde Tannois, zugänglich über schmale Waldpfade, Monument historique seit 2000[7]
- Oratorium
- Lavoir
- Wegkreuze

## Wirtschaft und Infrastruktur
In Nant-le-Grand sind zwei Landwirtschaftsbetriebe (Getreideanbau) und drei Forstbetriebe ansässig.
Nant-le-Grand ist nur durch schmale Straßen mit den drei Nachbargemeinden Tannois, Nant-le-Petit und Maulan verbunden. Im dreieinhalb Kilometer entfernten Maulan besteht ein Anschluss an die autobahnartig ausgebaute Route nationale 4 von Saint-Dizier nach Toul. Der nächste Bahnhof befindet sich in 15 Kilometern Entfernung in der Stadt Bar-le-Duc an der Bahnstrecke Paris–Strasbourg.

## Belege
1. ↑  Albert Dauzat und Charles Rostaing: „Dictionnaire étymologique des noms de lieu en France, Librairie Guénégaud, Paris, 1989“ (ISBN 2-85023-076-6)
2. ↑  Nant-le-Grand auf cassini.ehess
3. ↑  Nant-le-Grand auf INSEE
4. ↑  Menhir de Champ l’Écuyer in der Base Mérimée des französischen Kulturministeriums (französisch)
5. ↑  Menhir de la Pierre l’Ogre in der Base Mérimée des französischen Kulturministeriums (französisch)
6. ↑  Menhir de la Chèvre in der Base Mérimée des französischen Kulturministeriums (französisch)
7. ↑  Menhir de la Queue in der Base Mérimée des französischen Kulturministeriums (französisch)
8. ↑  Landwirtschaftsbetriebe auf annuaire-mairie.fr (französisch)
9. ↑  Forstbetriebe auf annuaire-mairie.fr (französisch)